# Martha Freud
Martha Freud z domu Bernays (ur. 26 lipca 1861 w Hamburgu, zm. 2 listopada 1951 w Londynie) – żona Sigmunda Freuda.
Córka kupca Bermana Bernaysa (1826–1879) i jego żony Emmeline z domu Philipp (1830–1910). Jej dziadkiem ze strony ojca był rabin Hamburga Isaac Bernays.
Martha Bernays poznała Sigmunda Freuda w kwietniu 1882. Wkrótce się zaręczyli, ślub wzięli 13 września 1886 w Wandsbeku. Mieli sześcioro dzieci: Mathildę (1887–1978), Jeana Martina (1889–1967), Oliviera (1891–1969), Ernsta Ludwiga (1892–1970), Sophie (1893–1920) i Annę (1895–1982). W 1938 razem z mężem opuściła Wiedeń i zamieszkała w Londynie. Po śmierci Sigmunda Freuda opiekowała się jego spuścizną i udostępniała ją biografom twórcy psychoanalizy – nieudostępnione zostały tylko listy z okresu ich narzeczeństwa. Jedynie Ernest Jones uzyskał pozwolenie przeczytania ich w całości, według jego słów byłyby istotnym przyczynkiem do światowej literatury miłosnej.
W 2005 roku ukazała się jej biografia.